# バイバイ、ブラックバード
『バイバイ、ブラックバード』は、伊坂幸太郎による長編小説。双葉社より2010年8月30日に刊行された。後に2013年3月17日に双葉文庫より文庫化された。

## 概要
2009年に双葉社が企画した「ゆうびん小説」の企画として執筆された。書店で配布されているフリーペーパー『LOVE書店！』10号に付いている応募券で応募した中から抽選で50名限定で届けられた。それをまとめ、書下ろしの最終話を追加した単行本が2010年に発売された。
太宰治の未完の小説『グッド・バイ』のオマージュとして書かれた。基本設定である「何人もの女性と同時に付き合っていた男が、その関係を清算するために、全く恋愛関係になかった女性の協力を得て一人ひとりを訪ねて歩く」を踏襲した。ちなみに繭美はキヌ子から影響を受けている。
タイトルは1926年に発表されたジャズ「Bye Bye Blackbird」を元にしている。

## あらすじ
星野一彦は〈あのバス〉で連れて行かれることが決まっており、体型から態度まで何もかもが規格外の繭美に監視されていた。
星野は五股をかけており、連れていかれる前に5人に別れ話をしに行きたいと頼んだ。幼少期に母親が出先で交通事故に遭って死んでしまい、待たされることの心細さを身をもって知っていたからだ。仕方なく繭美が仲間に確認すると「面白そうだから」という理由で許可が下り、繭美は仕方なく星野に付き添うことになった。だが星野は〈あのバス〉で連れていかれることを相手に言いたくないと言い、代わりに繭美と結婚するからという理由で5人に別れ話をしに行くことになった。

## 主な登場人物
星野一彦
〈あのバス〉で連れていかれることが決まっている。五股をかけており、最後に別れ話をしに行きたいと言い出す。
繭美
何もかもが規格外の星野の監視役。身長190cm、体重200kg。肌は白くブロンド髪。ブランドスーツに身を包んでおり、バレンシアガを着ていることが多い。
廣瀬あかり
星野の1人目の恋人。星野とは苺狩りに行った時に出会った。
霜月りさ子
星野の2人目の恋人。バツイチで、海斗という小学一年生の息子が居る。
如月ユミ
星野の3人目の恋人。侵入をするのが趣味。
神田那美子
星野の4人目の恋人。「1818」を「イヤイヤ」というように、数字を見ると日本語に翻訳する。
有須睦子
星野の5人目の恋人。女優をしている。

## リーディングシネマ
2017年2月4日にロウドクノチカラ第11回公演としてリーディングシネマ「バイバイ、ブラックバード」がラゾーナ川崎プラザソルにて昼夜に全2公演が公演された。公演団体のロウドクノチカラは伊坂幸太郎作品を専門に朗読公演を行う公演ユニットとして活動しているが、上演許可は都度得ているものの著者公認の団体ではない。脚本・演出は近藤大介が担当、製作は株式会社アプレ。
キャスト
- 原嶋元久
- 川崎誠司
- 白石稔
- 名塚佳織
- 安倍萌生
- 山田茉亜紗
- 楠見藍子
- 紫藤楽歩
- 近藤大介
- 青島彩
- 菅野英樹
- 都乃-SATONO-
- 溝呂木奏
- 傳田修弘
- 河野誠志
- 松岡健
- 菅原聡美

ほか
スタッフ
- 脚本・演出 - 近藤大介
- 舞台監督 - 松本淳市
- 音響 - 岩野直人
- 照明 - 小坂章人
- 製作 - 株式会社アプレ

## テレビドラマ
2018年よりWOWOWで放送。全6話。主演は高良健吾。

### キャスト
- 星野一彦 - 高良健吾
- 繭美 - 城田優
- 廣瀬あかり - 石橋杏奈[5]
- 霜月りさ子 - 板谷由夏[5]
- 如月ユミ - 前田敦子[5]
- 神田那美子 - 臼田あさ美[5]
- 有須睦子 - 関めぐみ[5]
- 松村雄基、丸山智己、岡村いずみ、斎藤洋介、あがた森魚

### スタッフ
- 原作 - 伊坂幸太郎『バイバイ、ブラックバード』（双葉文庫刊）
- 脚本 - 鈴木謙一
- 監督 - 森義隆
- 音楽 - 安川午朗
- プロデューサー - 武田吉孝
- 制作 - WOWOW

## 参考
1. ↑  “ゆうびん小説”.   株式会社双葉社. 2013年7月23日閲覧。
2. ↑  伊坂幸太郎『バイバイ、ブラックバード』双葉文庫、2013年初版、334頁より引用
3. ↑  “ロウドクノチカラ第11回公演 リーディングシネマ「バイバイ、ブラックバード」”.  カンフェティ. 2021年9月12日閲覧。
4. ↑  “高良健吾“借金を抱えた5股男”役で主演　城田優は金髪“女性”役でヒロイン怪演＜バイバイ、ブラックバード＞”. モデルプレス (2017年8月30日). 2017年8月30日閲覧。
5. 1 2 3 4 5  “高良健吾が5股をかける女優陣発表　石橋杏奈、板谷由夏、前田敦子、臼田あさ美、関めぐみ”. ORICON NEWS (oricon ME). (2017年11月24日) 2017年11月24日閲覧。